# ロイヤルゴージ
ロイヤルゴージ（Royal Gorge）は、アメリカ合衆国コロラド州キャニオンシティの西に位置するアーカンソー川の峡谷である。
この峡谷はキャニオンシティ中心部から西に約2マイル (3.2 km) のグレープクリークの河口から始まり、西北西方向に約6マイル (9.7 km) 続き、アメリカ国道50号線付近で終わる。コロラド州で最も深い峡谷の一つであり、アーカンソー(川)のグランドキャニオンとも呼ばれ、最大深度は1,250フィート(380 m)である。峡谷の幅も非常に狭く、麓の幅50フィート (15 m) から頂上の幅300フィート (91 m) まで、北と南の縁にそびえるフリーモントピークとYMCAマウンテンの下部の花崗岩層を通るルートが削られている。

## 自然史

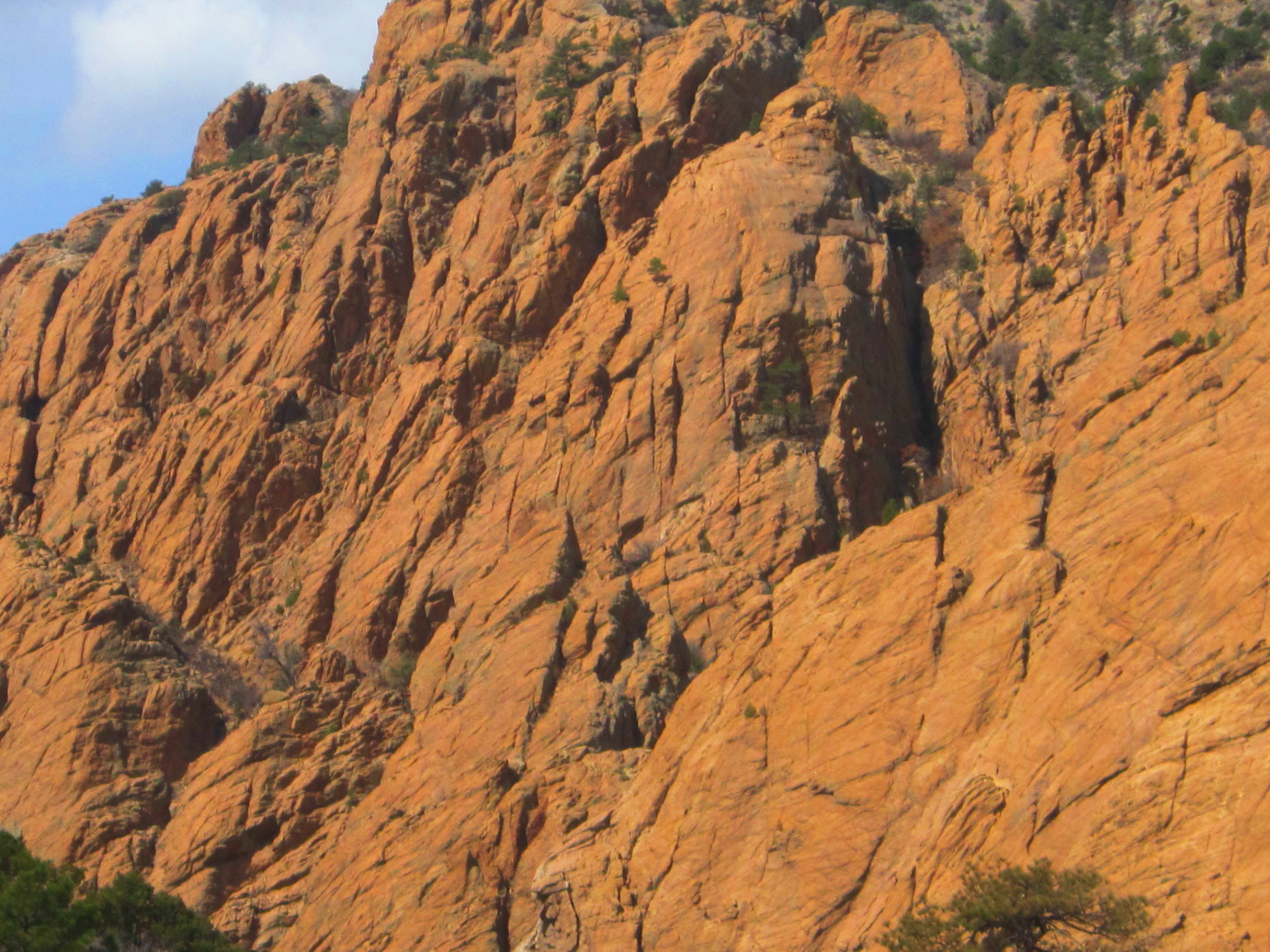
ローヤルゴージ渓谷の壁

ロイヤルゴージ・ルート鉄道からの眺め

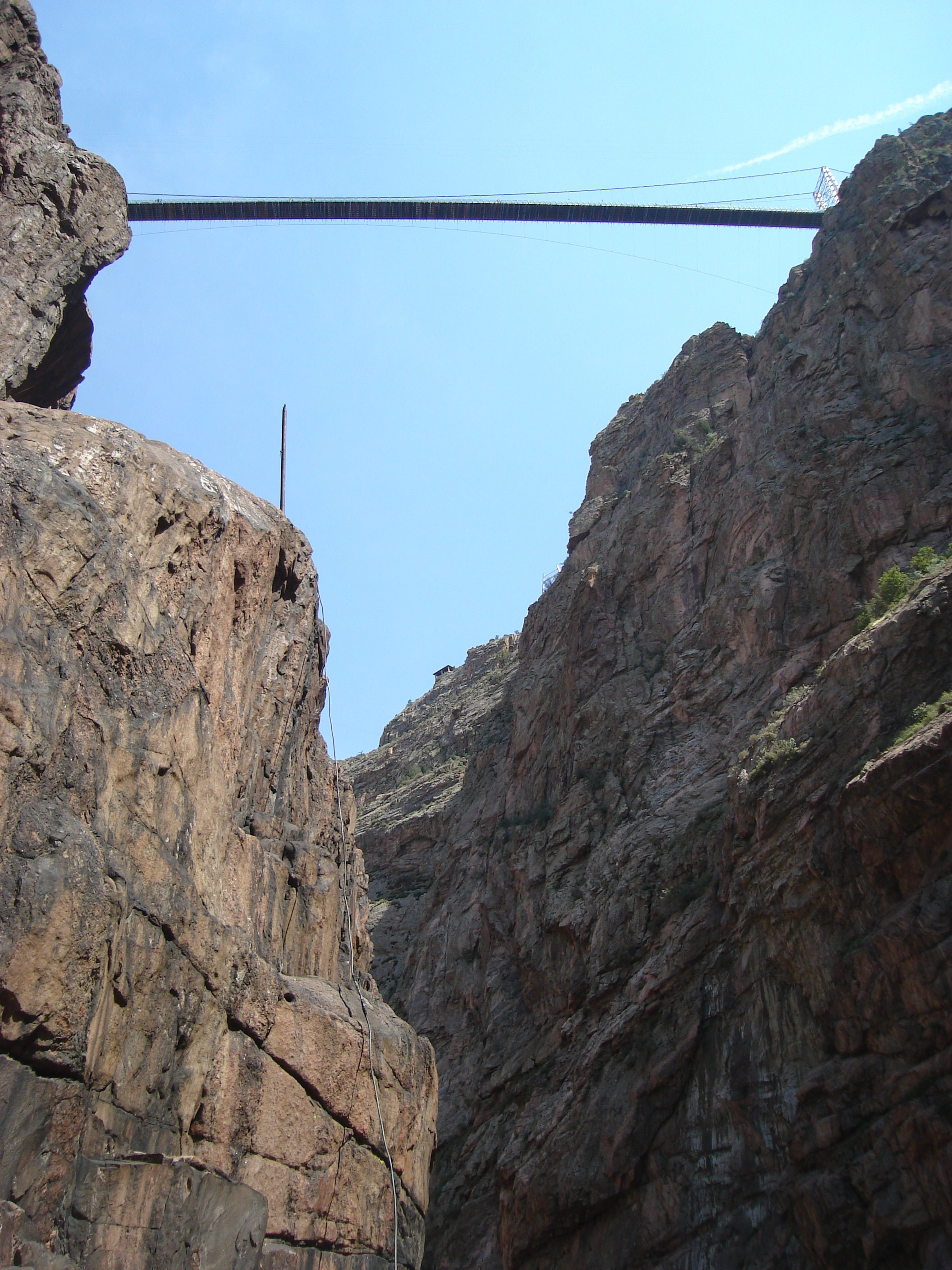
下から見上げるロイヤルゴージ・ブリッジの眺め

やがてロッキー山脈を形成する花崗岩の隆起が始まった時代に、アーカンソー川の流路はすでに決まっていた。約300万年前、周囲の平野から山々が隆起し始めた頃、当時はまだ小さな流れに過ぎなかったアーカンソー川が流れ、石を削り始めた。科学者たちは、渓谷を囲む山々は2500年に30センチの割合で隆起していると推測しているが、この小さな流れは、千年の時を経て、周囲の花崗岩に深い水路を切り開きながら成長していった。グランドキャニオンのような広い渓谷とは対照的な峡谷の特異な形状は、このように硬い岩盤を長い時間をかけて直接浸食したことに起因している。

## 初期の歴史とヨーロッパ人の入植
ヨーロッパ人が入植する前、ネイティブアメリカンのユート族は、風を防ぎ、比較的穏やかな気候のロイヤルゴージで冬を越した。コマンチ族、カイオワ族、スー族、シャイアン族は、バッファロー狩りの遠征に、サウスパーク・ベイスンなどの山の草原地帯へのアクセスポイントとして、ロイヤルゴージを利用していた。コロラドのロッキー山脈地域はスペインの領有下にあり、17世紀のコンキスタドール遠征隊や毛皮商人たちはこの地域を横断する際に、ロイヤルゴージを目にしたのかもしれない。しかし、ヨーロッパ人が到着したという最初の記録は、1806年のパイク探検隊である。ゼブロン・パイクの一行は、峡谷に粗末なシェルターを作り、凍ったアーカンソー川を馬で下ってこの地域を探検した。
近くのキャノンシティは、1860年にこの地域の鉱脈の可能性を探るために設立された。1877年にレッドビル付近で銀と鉛が発見されると、この地域への鉄道アクセスの建設競争が始まった。ロイヤルゴージは、アチソン、トピカ、サンタフェ鉄道も、デンバー＆リオグランデ鉄道（D&RGW）も通れないほど狭いアーカンソー川沿いの難所であったが、サウスパーク地区へは他に合理的なアクセスルートがなかった。そのため、両社は「ロイヤル峡谷戦争」と呼ばれる、実質的に低レベルのゲリラ戦を2年間にわたり戦うことになった。連邦政府の介入により、いわゆる「ボストン条約」が結ばれ、争いは終結した。そして、D&RGWはその路線を完成させ、サンタフェ鉄道が使用するために貸与した。
1890年代、ロイヤルゴージは大陸横断鉄道の旅客ルートとして利用されていた。1日4本もの列車が峡谷を駆け抜けていたのだが、やがて山間部を通る代替ルートが確立され、ロイヤルゴージは大陸横断鉄道の利用から外され、本線の旅客列車は1967年に廃止された。現在は観光列車が峡谷を通るルートで運行している。

## 現代史
デンバー＆リオグランデ鉄道 対 アチソン、トピカ＆サンタフェ（AT&SFまたはサンタフェ）鉄道の間で長年にわたる裁判沙汰を経て、1879年5月7日に最初の周遊列車がロイヤルゴージにお目見えした。
現在、ロイヤルゴージルート鉄道は、年間を通じてロイヤルゴージを巡る周遊列車を運行しており、列車はコロラド州キャニオンシティから管理人の家まで、峡谷を11マイル運行している。
1906年、地元の新聞編集者で後に下院議員となるガイ・U・ハーディが、ロイヤルゴージに8マイル（13km）のパークを設置するよう働きかけ、キャニオンシティに土地を割譲してもらい、ロイヤルゴージパークが誕生した。
1929年、キャニオンシティはロイヤルゴージ・ブリッジの建設を許可し、川から955フィート（291m）の高さにあるこの橋は、1929年から2001年まで世界で最も高い橋の記録を保持していた。この橋は、峡谷の両側に乗り物やアトラクションがある遊園地、ロイヤルゴージブリッジ＆パークの中心的存在である。この土地と橋は、市が所有し、ダラスにあるロイヤルゴージブリッジ社が1947年からリース権を保有している。また、1984年には、ダラスにあるレジャー＆レクリエーション・コンセプツ社がロイヤルゴージブリッジ社に雇われ、パークの日常的な運営を任されるようになった。
1955年、ブロデリック・クロフォード、ラルフ・ミーカー、ロン・チェイニーJr、ウィリアム・タルマン、チャールズ・ブロンソン、フェリシア・ファー（ランディ・ファーとクレジット）主演の映画『ビッグハウス、アメリカ』の一部がロイヤルゴージパークとキャニオンシティで撮影された。

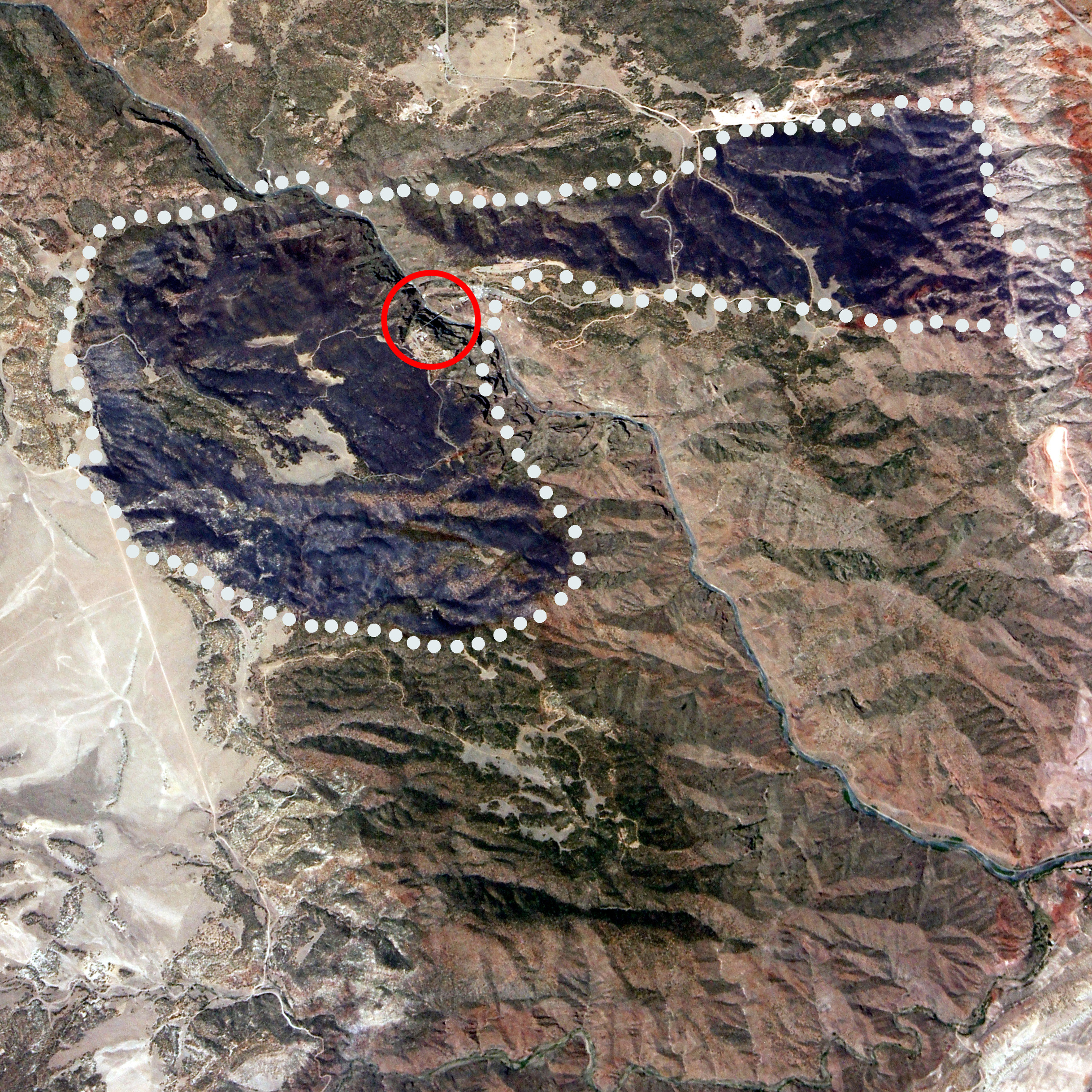
ISSから見た焼け跡の画像（赤丸は橋の位置）

2013年6月11日、ロイヤルゴージブリッジ＆パーク付近で山火事が発生し、最終的に峡谷の両側のパーク内52棟のうち48棟が焼失したが、橋の被害は軽く、焦げた板材の交換が必要な程度であった。その後、2014年8月30日に再建され、再び開園の運びとなった。
夏の間、ラフティングはロイヤルゴージでとても人気のあるアクティビティで、アーカンソー川のクラスIVの急流に挑み、峡谷の景色を楽しむために、世界中から観光客がやってくる。峡谷には、サンシャイン滝、スレッジハンマー、ウォールスラマー、コルクスクリュー、ナローズ、ボーター、ソーダポップロックなどの名だたる急流がある。峡谷での河川レクリエーションは、アーカンソー源流レクリエーション地域（AHRA）によって規制されており、峡谷上流のすべてのレクリエーションサイトからの進水には、1日の利用料が必要である。この峡谷にはAHRAからライセンスを受けた多くの商業ラフティング会社があり、夏の週末には何百ものラフトが川を埋め尽くす光景を目にすることができる。
ベースジャンプ、バンジージャンプ、ロッククライミングなどは通常、ロイヤルゴージでは禁止されている。ゴーファストゲームなどの特別イベント時には、市と橋とパークの賃借人によって、ブリッジジャンプが許可される場合もある。

## ギャラリー

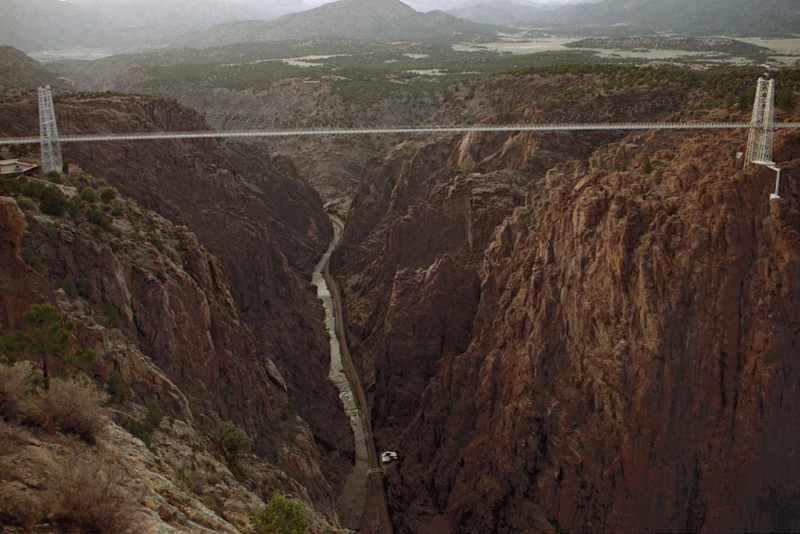
サウスリムから見た峡谷と橋
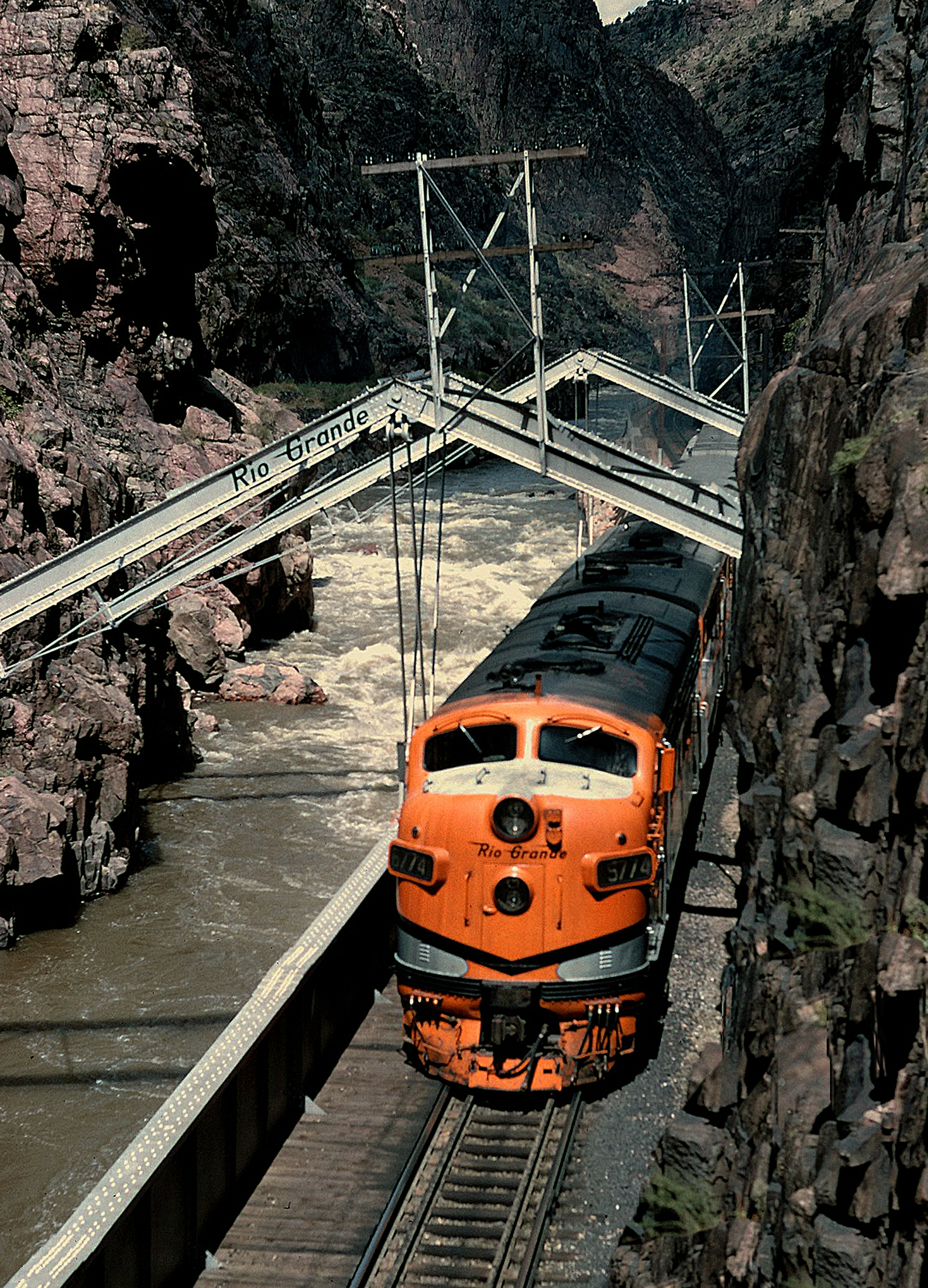
列車と吊り橋
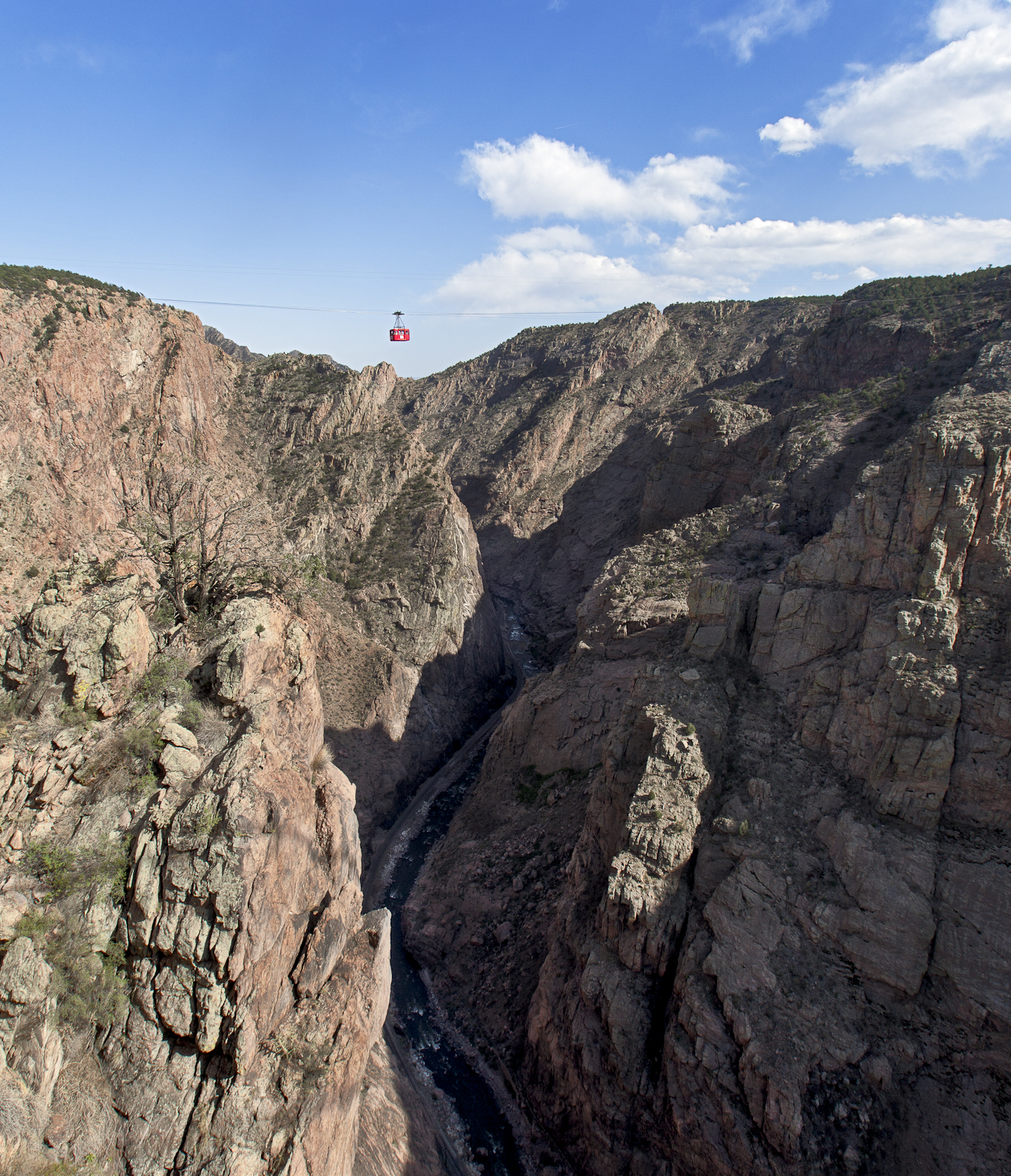
橋から東側を臨む
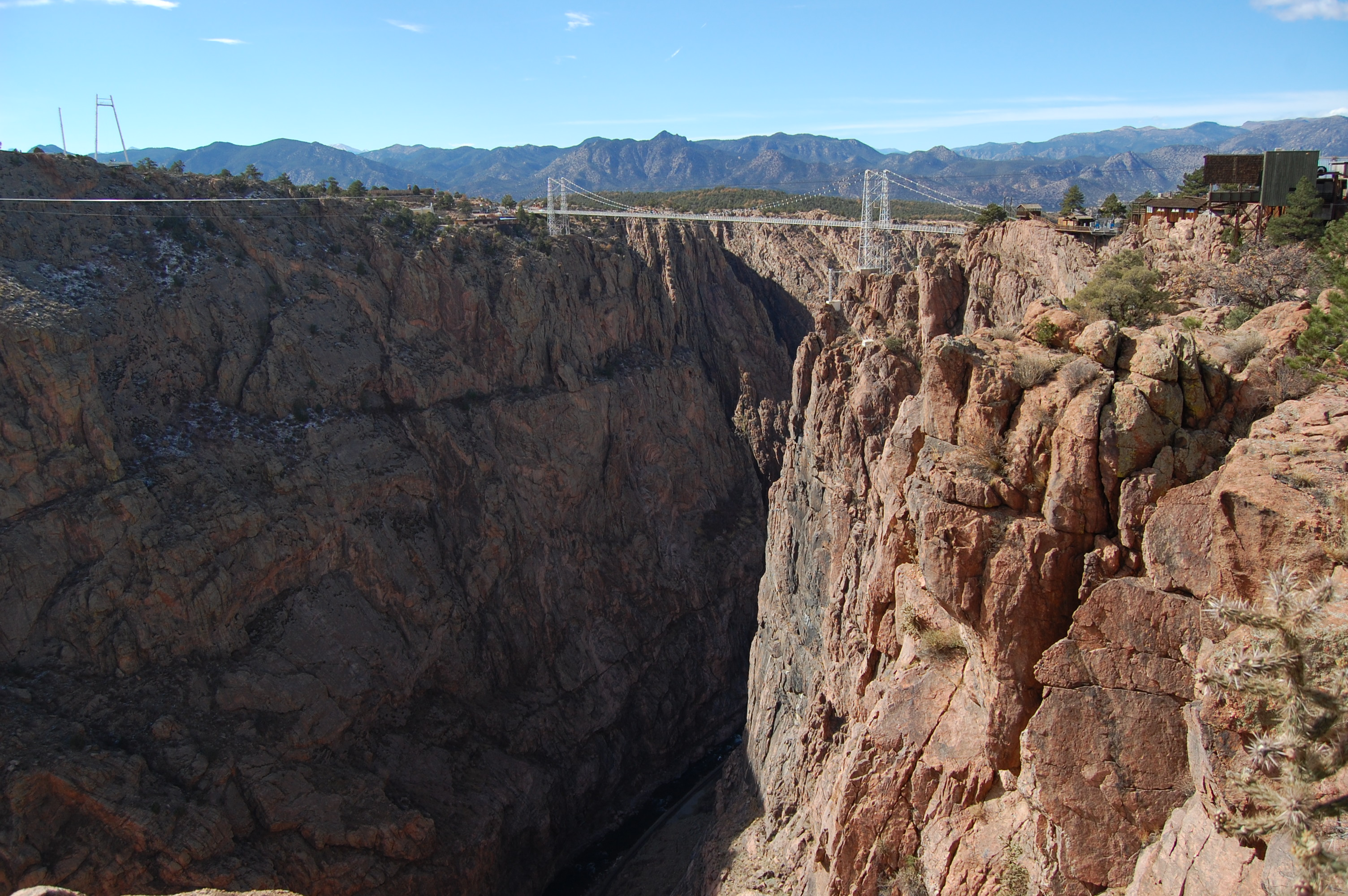
北縁からの峡谷と橋

## 参照
- アーカンソー川
- ロイヤルゴージ・ブリッジ
- ロイヤルゴージ路線鉄道